# Krushuvad arassari
Krushuvad arassari (Pteroglossus beauharnaisii) är en fågel i familjen tukaner inom ordningen hackspettartade fåglar.

## Utbredning och systematik
Fågeln förekommer från östra Peru till norra Bolivia och västra Amazonområdet i Brasilien söder om Amazonfloden. Den behandlas som monotypisk, det vill säga att den inte delas in i några underarter.

## Status
IUCN kategoriserar arten som livskraftig.

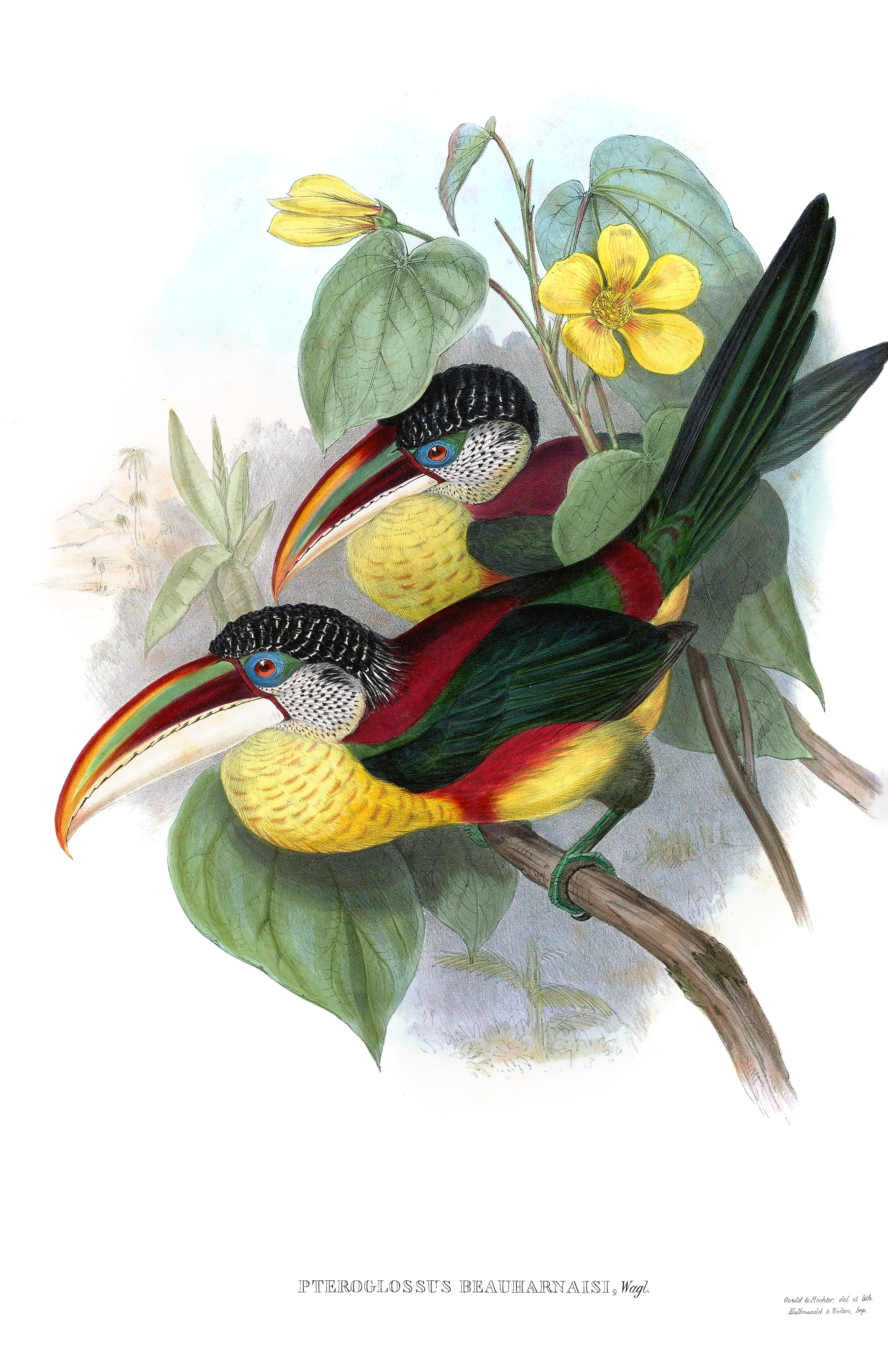
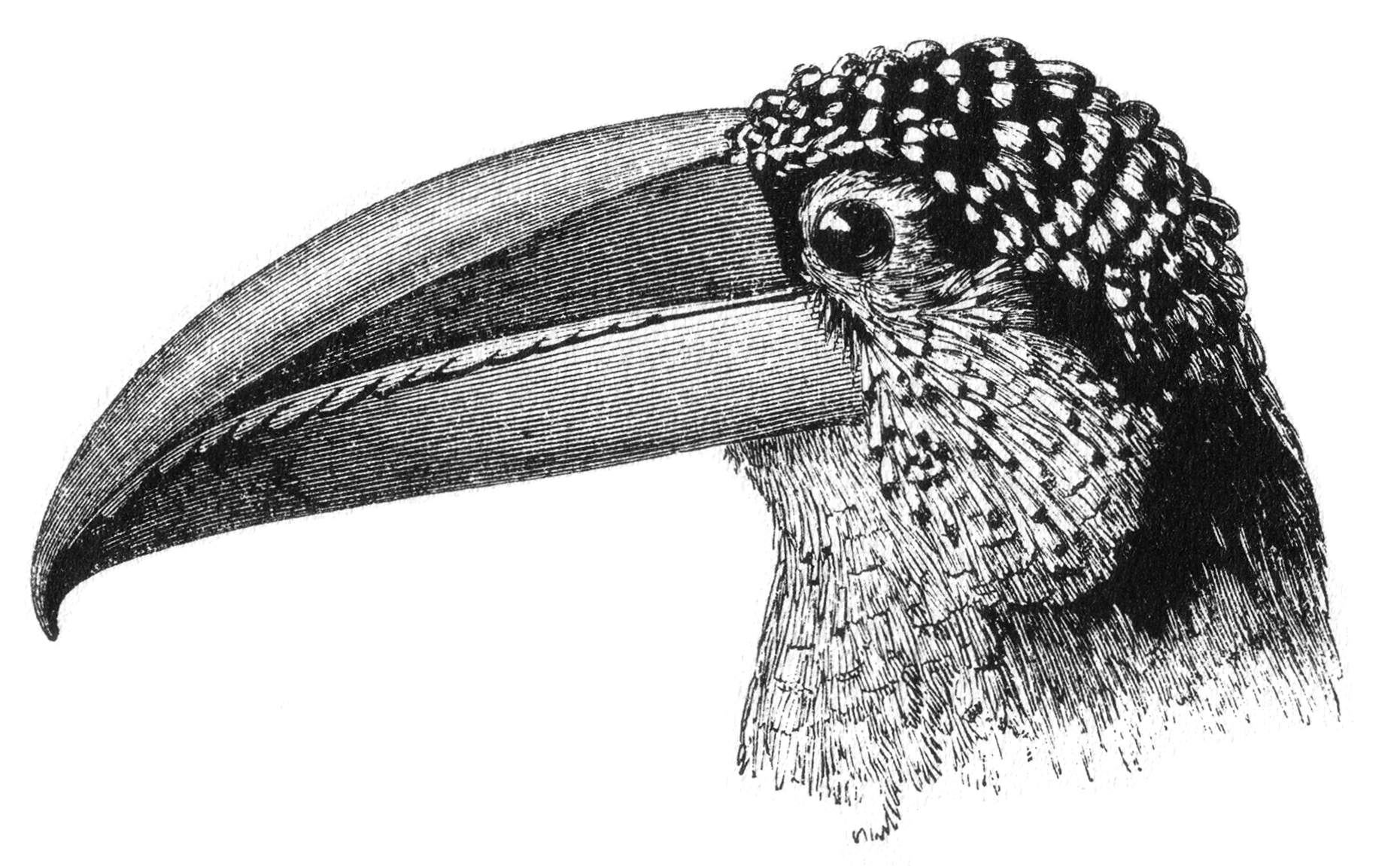